# Список дипломатических миссий Индонезии

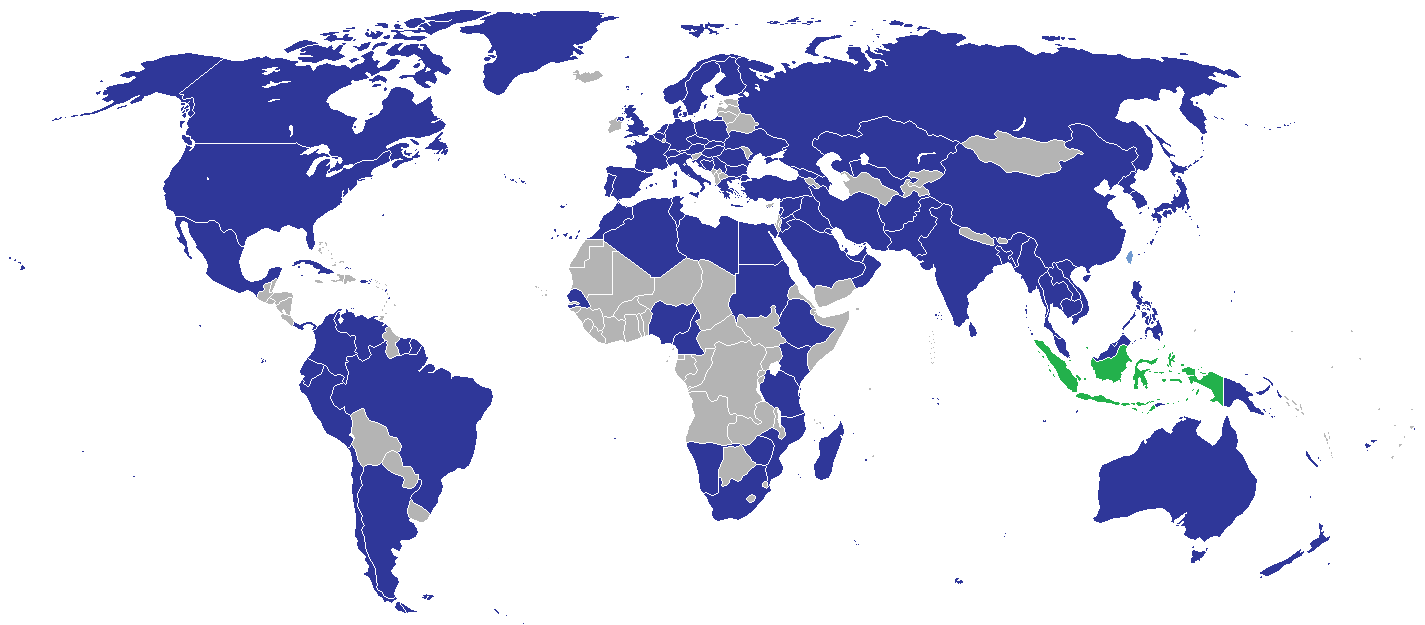

Список дипломатических миссий Индонезии — Индонезия поддерживает тесные международные связи в первую очередь со странами Южной, Юго-Восточной и Восточной Азии, Тихоокеанского бассейна, а также с исламскими государствами.

## Европа
- Австрия, Вена (посольство)
- Бельгия, Брюссель (посольство)
- Болгария, София (посольство)
- Ватикан (посольство)
- Великобритания, Лондон (посольство)
- Германия, Берлин (посольство)
  - Франкфурт-на-Майне (генеральное консульство)
  - Гамбург (генеральное консульство)
- Греция, Афины (посольство)
- Дания, Копенгаген (посольство)
- Испания, Мадрид (посольство)
- Италия, Рим (посольство)
- Нидерланды, Гаага (посольство)
- Норвегия, Осло (посольство)
- Польша, Варшава (посольство)
- Португалия, Лиссабон (посольство)
- Румыния, Бухарест (посольство)
- Россия, Москва (посольство)
- Словакия, Братислава (посольство)
- Сербия, Белград (посольство)
- Украина, Киев (посольство)
- Венгрия, Будапешт (посольство)
- Финляндия, Хельсинки (посольство)
- Франция, Париж (посольство)
  - Марсель (генеральное консульство)
- Чехия, Прага (посольство)
- Швеция, Стокгольм (посольство)
- Швейцария, Берн (посольство)

## Северная Америка
- Канада, Оттава (посольство)
  - Ванкувер (генеральное консульство)
  - Торонто (генеральное консульство)
- Куба, Гавана (посольство)
- Мексика, Мехико (посольство)
- США, Вашингтон (посольство)
  - Лос-Анджелес (генеральное консульство)
  - Нью-Йорк (генеральное консульство)
  - Сан-Франциско (генеральное консульство)
  - Хьюстон (генеральное консульство)
  - Чикаго (генеральное консульство)

## Южная Америка
- Аргентина, Буэнос-Айрес (посольство)
- Бразилия, Бразилиа (посольство)
- Венесуэла, Каракас (посольство)
- Колумбия, Богота (посольство)
- Перу, Лима (посольство)
- Суринам, Парамарибо (посольство)
- Чили, Сантьяго (посольство)

## Африка
- Алжир, Алжир (посольство)
- Египет, Каир (посольство)
- Эфиопия, Аддис-Абеба (посольство)
- Зимбабве, Хараре (посольство)
- Кения, Найроби (посольство)
- Ливия, Триполи (посольство)
- Мадагаскар, Антананариву (посольство)
- Марокко, Рабат (посольство)
- Намибия, Виндхук (посольство)
- Нигерия, Абуджа (посольство)
- Сенегал, Дакар (посольство)
- Судан, Хартум (посольство)
- Танзания, Дар-эс-Салам (посольство)
- Тунис, Тунис (посольство)
- ЮАР, Претория (посольство)

## Ближний и Средний Восток
- Иран, Тегеран (посольство)
- Йемен, Сана (посольство)
- Иордания, Амман (посольство)
- Катар, Доха (посольство)
- Кувейт, Эль-Кувейт (посольство)
- Ливан, Бейрут (посольство)
- ОАЭ, Абу-Даби (посольство)
  - Дубай (генеральное консульство)
- Саудовская Аравия, Эр-Рияд (посольство)
  - Джидда (генеральное консульство)
- Сирия, Дамаск (посольство)
- Турция, Анкара (посольство)

## Азия
- Азербайджан, Баку (посольство)
- Афганистан, Кабул (посольство)
- Бангладеш, Дакка (посольство)
- Бруней, Бандар-Сери-Бегаван (посольство)
- Вьетнам, Ханой (посольство)
  - Хошимин (генеральное консульство)
- Восточный Тимор, Дили (посольство)
- Индия, Нью-Дели (посольство)
  - Мумбай (генеральное консульство)
- Камбоджа, Пном-Пень (посольство)
- Китай, Пекин (посольство)
  - Гуанчжоу (генеральное консульство)
  - Гонконг (генеральное консульство)
- Лаос, Вьентьян (посольство)
- Малайзия, Куала-Лумпур (посольство)
  - Кота-Кинабалу (генеральное консульство)
  - Кучинг (генеральное консульство)
  - Джохор-Бахру (консульство)
  - Пенанг (консульство)
- Мьянма, Янгон (посольство)
- Пакистан, Исламабад (посольство)
  - Карачи (генеральное консульство)
- КНДР, Пхеньян (посольство)
- Сингапур (посольство)
- Тайвань, Тайбэй (торгово-экономическая миссия)
- Таиланд, Бангкок (посольство)
  - Сонгкхла (консульство)
- Узбекистан, Ташкент (посольство)
- Филиппины, Манила (посольство)
  - Давао (генеральное консульство)
- Шри-Ланка, Коломбо (посольство)
- Южная Корея, Сеул (посольство)
- Япония, Токио (посольство)
  - Осака (генеральное консульство)

## Океания
- Австралия, Канберра (посольство)
  - Мельбурн (генеральное консульство)
  - Перт (генеральное консульство)
  - Сидней (генеральное консульство)
  - Дарвин (консульство)
- Новая Зеландия
  - Веллингтон (посольство)
- Папуа-Новая Гвинея
  - Порт-Морсби (посольство)
  - Ванимо (консульство)
- Фиджи
  - Сува (посольство)
- Новая Каледония, Нумеа (консульство)

## Международные организации
- - Брюссель — представительство при ЕС
  - Женева — представительство при учреждениях ООН
  - Нью-Йорк — представительство при ООН